# 旧制中等教育学校の一覧 (愛知県)
愛知県における旧制中等教育学校の一覧（きゅうせいちゅうとうきょういくがっこうのいちらん）は、学制改革前（第二次世界大戦前）の愛知県内での旧学制の中等教育学校の一覧。

## 旧制中学校

### 公立
- 洋学校 ⇒ 愛知県洋学校 ⇒ 成美学校 ⇒ 官立愛知外国語学校 ⇒ 官立愛知英語学校 ⇒ 愛知県中学校（1877年：英語学校跡に設立） ⇒ 愛知県尋常中学校 ⇒ 愛知県立第一中学校 ⇒ 愛知県第一中学校 ⇒《新制》愛知県立第一高等学校 ⇒（1948年：統合）愛知県立旭丘高等学校
- 愛知県第二尋常中学校（1896年）⇒ 愛知県第二中学校 ⇒ 愛知県立第二中学校 ⇒ 愛知県岡崎中学校 ⇒《新制》愛知県立岡崎高等学校
- 愛知県第三中学校（1900年）⇒ 愛知県立第三中学校 ⇒ 愛知県津島中学校 ⇒《新制》愛知県立津島高等学校
- 私立補習学校時習館（1893年） ⇒ 豊橋町立豊橋尋常中学時習館（1895年） ⇒ 愛知県第四中学校（1900年）⇒ 愛知県立第四中学校 ⇒ 愛知県豊橋中学校 ⇒《新制》愛知県立豊橋高等学校 ⇒ 愛知県立豊橋時習館高等学校 ⇒ 愛知県立時習館高等学校（1956年）
- 愛知県立第五中学校（1907年）⇒ 愛知県熱田中学校 ⇒《新制》愛知県立熱田高等学校 ⇒（1948年：統合）愛知県立瑞陵高等学校
- 愛知県立第六中学校（1919年）⇒ 愛知県一宮中学校 ⇒《新制》愛知県立一宮高等学校
- 愛知県立第七中学校（1919年）⇒ 愛知県半田中学校 ⇒《新制》愛知県立半田高等学校
- 愛知県立第八中学校（1919年）⇒ 愛知県刈谷中学校 ⇒《新制》愛知県立刈谷南高等学校 ⇒（1948年：統合）愛知県立刈谷高等学校
- 私立明倫中学校（1900年）⇒ 愛知県立明倫中学校 ⇒ 愛知県明倫中学校 ⇒《新制》愛知県立明倫高等学校 ⇒（1948年：統合）愛知県立明和高等学校
- 成章館 ⇒ 田原町立成章館 ⇒ 田原町立中学成章館 ⇒ 渥美郡立成章中学校（1919年）⇒ 愛知県成章中学校 ⇒《新制・統合》愛知県立成章高等学校
- 愛知県小牧中学校（1924年）⇒《新制》愛知県立小牧高等学校
- 愛知県西尾中学校（1926年）⇒《新制》愛知県立西尾高等学校
- 愛知県惟信中学校（1925年）⇒《新制》愛知県立惟信高等学校 ⇒（統合）愛知県立松蔭高等学校 ⇒（1949年：分離）愛知県立惟信高等学校
- 愛知県中川中学校（1940年）⇒《新制》愛知県立中川高等学校 ⇒（1948年：統合）愛知県立松蔭高等学校
- 愛知県豊橋第二中学校（1926年）⇒《新制》愛知県立青陵高等学校 ⇒（1948年：統合）愛知県立豊橋東高等学校
- 愛知県挙母中学校（1940年）⇒《新制》愛知県立挙母高等学校 ⇒（統合）愛知県立加茂高等学校 ⇒ 愛知県立挙母高等学校 ⇒（1959年：独立） 愛知県立豊田西高等学校
- 愛知県昭和中学校（1941年）⇒《新制》愛知県立昭和高等学校

### 私立
- 名古屋英和学校 ⇒ 名古屋中学校（1906年）⇒《新制》名古屋中学校・高等学校 ⇒ 名古屋学院中学校・高等学校 ⇒ 名古屋中学校・高等学校（2000年）
- 閲蔵長屋 ⇒ 講研所 ⇒ 尾張小教校 ⇒ 尾張教校 ⇒ 大谷派普通学校 ⇒ 私立真宗大谷派中学 ⇒ 私立尾張中学校（1908年）⇒《新制》尾張中学校・尾張高等学校 ⇒ 尾張高等学校 ⇒ 名古屋大谷高等学校（1984年）
- 浄土宗学愛知支校 ⇒ 私立東海中学校（1909年）⇒《新制》東海中学校・高等学校
- 曹洞宗専門支校 ⇒ 曹洞宗第三中学林 ⇒ 愛知中学校（1925年）⇒《新制》愛知中学校・高等学校
- 南山中学校（1925年）⇒《新制》南山中学校・高等学校
- 豊川中学校（1943年）⇒《新制》豊川中学校・高等学校 ⇒ 豊川高等学校（1957年）

## 高等女学校

### 公立
- 愛知県名古屋高等女学校（1896年）⇒ 名古屋市立第一高等女学校 ⇒《新制》名古屋市立第一高等学校 ⇒（1948年：統合）名古屋市立菊里高等学校
- 愛知県立高等女学校（1903年）⇒ 愛知県立第一高等女学校 ⇒《新制》愛知県立第一女子高等学校 ⇒（1948年：統合）愛知県立明和高等学校
- 豊橋町立高等女学校（1902年）⇒ 豊橋市立高等女学校 ⇒《新制》豊橋市立高等学校 ⇒（1948年：統合）愛知県立豊橋東高等学校
- 岡崎町立高等女学校（1907年）⇒ 岡崎市立高等女学校 ⇒《新制》岡崎市立高等学校 ⇒（1952年：県立移管）愛知県立岡崎北高等学校
- 愛知県知多郡立高等女学校（1910年）⇒ 愛知県知多高等女学校 ⇒ 愛知県半田高等女学校 ⇒《新制》愛知県立知多高等学校 ⇒（1948年：統合）愛知県立半田高等学校
- 半田市立高等家政女学校（1940年）⇒ 半田市立高等女学校（1946年）⇒《新制》半田市立半田市高等学校 ⇒（統合）愛知県半田南高等学校 ⇒（1948年：統合）愛知県立半田高等学校
- 名古屋市立第二高等女学校（1912年）⇒《新制》名古屋市立第二高等学校 ⇒（1948年：統合）名古屋市立向陽高等学校
- 愛知県立第二高等女学校（1915年：愛知県女子師範学校に併設）⇒《新制》愛知県立名古屋西高等学校
- 一宮町立高等女学校（1915年）⇒ 一宮高等女学校 ⇒《新制》一宮市立高等学校 ⇒（1948年：統合）愛知県立一宮高等学校
- 津島町立高等女学校（1915年）⇒ 愛知県津島高等女学校 ⇒ 愛知県立津島高等女学校 ⇒《新制》愛知県立津島東高等学校 ⇒（1948年：統合）愛知県立津島高等学校
- 西尾町立西尾高等女学校（1918年）⇒ 愛知県立西尾高等女学校 ⇒《新制》愛知県立幡豆高等学校 ⇒（1948年：統合）愛知県立西尾高等学校
- 犬山町城東村学校組合立犬山実科高等女学校（1911年）⇒ 犬山町立高等女学校（1919年）⇒ 愛知県犬山高等女学校 ⇒《新制》愛知県立犬山高等学校
- 宝飯郡高等女学校（1920年）⇒ 愛知県国府高等女学校 ⇒《新制》愛知県立国府高等学校
- 豊川町立豊川女子農業補習学校（1920年）⇒ 豊川町立豊川家政女学校 ⇒ 豊川町立豊川実科高等女学校 ⇒ 豊川町立豊川高等女学校（1943年）⇒ 豊川市立高等女学校 ⇒《新制》豊川市立高等学校 ⇒ 岡崎高等師範学校附属豊川市立高等学校 ⇒（1950年：統合）愛知県立国府高等学校
- 新城実科高等女学校（1912年）⇒ 愛知県立新城高等女学校（1920年）⇒《新制》愛知県立新城高等学校 ⇒（1972年：独立）愛知県立新城東高等学校 ⇒（2019年：統合）愛知県立新城有教館高等学校
- 安城町立安城高等女学校（1921年）⇒ 愛知県立安城高等女学校 ⇒《新制》愛知県立安城高等学校
- 碧海郡刈谷町立刈谷高等女学校（1921年）⇒ 愛知県立刈谷高等女学校 ⇒《新制》愛知県立刈谷北高等学校 ⇒（統合）愛知県立刈谷高等学校 北校舎 ⇒（独立）愛知県立刈谷商業家庭科高等学校 ⇒ 愛知県立刈谷北高等学校（1968年）
- 愛知県丹羽郡立丹羽高等女学校（1922年）⇒ 愛知県立丹羽高等女学校 ⇒《新制》愛知県立丹羽高等学校 ⇒（1948年：統合）愛知県立尾北高等学校
- 古知野町立実践女学校（1941年）⇒《新制》古知野町立古知野高等学校 ⇒（1948年：統合）愛知県立尾北高等学校
- 愛知県横須賀町立横須賀高等女学校（1923年）⇒ 愛知県立横須賀高等女学校 ⇒《新制》愛知県立横須賀高等学校
- 名古屋市立第三高等女学校（1924年）⇒《新制》名古屋市立第三高等学校 ⇒（1948年：統合）愛知県立旭丘高等学校
- 瀬戸町立愛知県瀬戸高等女学校（1924年）⇒ 愛知県立瀬戸高等女学校 ⇒《新制》愛知県立瀬戸高等学校
- 蒲郡町立裁縫女学校（1912年）⇒ 蒲郡町立蒲郡実科高等女学校（1930年）⇒ 蒲郡町立蒲郡高等女学校（1931年）⇒《新制》（蒲郡町立）蒲郡高等学校 ⇒（1948年：統合）愛知県立蒲郡高等学校
- 挙母町立挙母高等女学校（1940年）⇒《新制》愛知県立挙母東高等学校 ⇒（統合）愛知県立加茂高等学校 ⇒ 愛知県立挙母高等学校 ⇒（1959年：独立）愛知県立豊田東高等学校
- 小牧町立小牧高等女学校（1942年）⇒《新制》愛知県立小牧南高等学校 ⇒（1949年：統合）愛知県立小牧高等学校
- 名古屋市立第四高等女学校（1945年）⇒《新制》名古屋市立春日野高等学校 ⇒（1948年：統合）名古屋市立桜台高等学校
- 私立田原裁縫練習所（1905年）⇒ 田原町立技芸専修学校 ⇒ 田原町立技芸専修女学校 ⇒ 田原高等技芸女学校 ⇒ 田原女子実業学校 ⇒ 愛知県田原高等女学校（1946年）⇒《新制・統合》愛知県立成章高等学校

### 私立
- 愛知淑徳女学校 ⇒ 愛知淑徳高等女学校（1906年）⇒《新制》愛知淑徳中学校・高等学校
- 名古屋裁縫女学校 ⇒ 椙山高等女学校（1917年）⇒ 椙山第一高等女学校 ⇒《新制・椙山第二高等女学校・椙山女子商業学校と統合》椙山女学園中学校・高等学校
- 椙山第二高等女学校（1924年）⇒ 椙山女子専門学校附属高等女学校 ⇒《新制・椙山第一高等女学校・椙山女子商業学校と統合》椙山女学園中学校・高等学校
- 中京高等女学校（1921年）⇒《新制・中京実業学校と統合》中京女子中学校・高等学校 ⇒ 中京女子大学附属高等学校 ⇒ 至学館高等学校（2005年）
- 私立名古屋女学校 ⇒ 名古屋高等女学校（1921年）⇒《新制・緑ヶ丘高等女学校と統合》名古屋女学院中学校・高等学校 ⇒ 名古屋女子大学中学校・高等学校（1967年）
- 緑ヶ丘高等女学校（1940年）⇒《新制・名古屋高等女学校と統合》名古屋女学院中学校・高等学校 ⇒ 名古屋女子大学中学校・高等学校
- 桜花高等女学校（1923年）⇒ 桜花女子学園 ⇒（新制）桜花女子学園高等学校 ⇒ 名古屋短期大学付属高等学校 ⇒ 桜花学園高等学校（1999年）
- 稲沢高等女学校（1927年）⇒《新制》稲沢女子高等学校 ⇒ 愛知啓成高等学校（2001年）
- 金城女学校 ⇒ 金城女子専門学校付属高等女学部（1929年）⇒《新制》金城学院中学校・高等学校
- 瑞穂高等女学校（1940年）⇒《新制》瑞穂高等学校 ⇒ 愛知みずほ大学瑞穂高等学校（2000年）
- 豊橋裁縫実習女学院 ⇒ 豊橋実践女学校 ⇒ 豊橋高等実践女学校 ⇒ 豊橋桜ケ丘高等女学校（1942年）⇒《新制》桜丘中学校・高等学校
- 名古屋清流女学校（1888年）⇒（1920年：廃校）

## 実業学校

### 公立

#### 愛知・名古屋
- 愛知県名古屋商業学校（1884年）⇒ 名古屋市立名古屋商業学校 ⇒《新制》名古屋市立名古屋商業高等学校 ⇒（統合）名古屋市立向陽高等学校 ⇒（1953年：商業課程が分離）名古屋市立名古屋商業高等学校
- 愛知県立工業学校（1901年）⇒ 愛知県愛知工業学校 ⇒《新制》愛知県立愛知工業高等学校 ⇒（2016年：統合）愛知県立愛知総合工科高等学校
- 愛知県機械工業学校（1939年）⇒ 愛知県中川工業学校 ⇒《新制》愛知県立千種工業高等学校 ⇒（1948年：愛知県立愛知工業高等学校に統合
- 愛知県工業実務学校（1935年）⇒（1945年：廃止）
- 名古屋市立工芸学校（1917年）⇒（1944年：戦時非常措置）名古屋市立第二工業学校 ⇒ 名古屋市立工芸学校（1946年） ⇒《新制》名古屋市立工芸高等学校 ⇒（統合）名古屋市立西陵高等学校 ⇒（1951年：分離独立）名古屋市立工芸高等学校
- 愛知県商業学校（1919年）⇒《新制》愛知県立愛知商業高等学校 ⇒（統合）愛知県立瑞陵高等学校 ⇒（1951年：商業課程が分離独立）愛知県立愛知商業高等学校
- 愛知県貿易商業学校（1941年）⇒《新制》愛知県立貿易商業高等学校 ⇒（統合）愛知県立瑞陵高等学校 ⇒（1951年：商業課程が分離独立）愛知県立愛知商業高等学校
- 愛知県実務女学校（1940年）⇒ 愛知県女子商工学校 ⇒《新制》愛知県立名南高等学校 ⇒（1948年：統合）愛知県立瑞陵高等学校
- 名古屋市立実修学校（1919年）⇒ 名古屋市立第二商業学校（1921年）⇒《新制》名古屋市立第二商業高等学校 ⇒（1948年：統合）名古屋市立菊里高等学校
- 名古屋市立第三商業学校（1924年）⇒《新制》名古屋市立南商業高等学校 ⇒（1948年：統合）名古屋市立桜台高等学校
- 名古屋市立機械専修学校（1936年）⇒ 名古屋市立機械工業学校 ⇒《新制》名古屋市立八剣工業高等学校 ⇒（1948年：統合）名古屋市立工業高等学校
- 名古屋市立航空工業学校（1939年）⇒ 名古屋市立明徳工業学校 ⇒《新制》名古屋市立明徳工業高等学校 ⇒（1948年：統合）名古屋市立工業高等学校

#### 春日井
- 瀬戸陶器学校（1895年）⇒ 瀬戸町立瀬戸陶器学校 ⇒ 愛知県立瀬戸陶器学校（1911年）⇒《新制》愛知県立瀬戸窯業高等学校 ⇒ 愛知県立瀬戸工科高等学校（2021年）
- 春日井市立工業学校（1945年）⇒《新制》春日井市立高等学校 ⇒ 愛知県立旭丘高等学校春日井分校（1952年）⇒（1963年：独立）愛知県立春日井高等学校

#### 中島
- 稲沢町立園芸学校（1914年）⇒ 愛知県稲沢農学校（1923年）⇒ 愛知県立稲沢農業学校 ⇒《新制》愛知県立稲沢高等学校
- 愛知県中島郡起町立織染学校（1915年）⇒ 愛知県起工業学校（1920年）⇒《新制》愛知県立起工業高等学校 ⇒ 愛知県立一宮起工科高等学校（2021年）
- 愛知県一宮商業学校（1938年）⇒《新制》愛知県立一宮商業高等学校

#### 知多
- 常滑工業補習学校（1896年）⇒ 常滑陶器学校（1900年）⇒ 常滑町立常滑陶器学校 ⇒ 愛知県常滑陶器学校（1925年）⇒ 愛知県常滑工業学校（1935年）⇒《新制》愛知県立常滑工業高等学校 ⇒（1948年：統合）愛知県立常滑高等学校 ⇒（1975年：普通科を愛知県立常滑北高等学校として分離）⇒（2006年：常滑北高等学校と統合）愛知県立常滑高等学校
- 常滑町立常滑実業女学校 ⇒《新制》愛知県立常滑高等学校
- 農業講習所（1886年）⇒ 知多郡簡易農学校 ⇒ 知多郡農学校 ⇒ 愛知県半田農業学校（1923年）⇒《新制》愛知県立半田農業高等学校 ⇒（統合）愛知県立半田高等学校 ⇒（1950年：農業課程が独立）愛知県立半田農業高等学校
- 愛知県半田商業専修学校（1926年）⇒ 愛知県半田商業学校（1933年）⇒（1946年：統合）愛知県半田商工学校 ⇒《新制》愛知県半田商工高等学校 ⇒（統合）愛知県半田南高等学校 ⇒（商業課程を移管）愛知県立半田高等学校 ⇒（1951年：商業課程が独立）愛知県立半田商業高等学校
  - 愛知県半田工業学校（1944年）⇒（1946年：愛知県半田商工学校に統合）
- 内海町立内海高等裁縫女学校（1939年）⇒ 内海町立内海女子実業学校 ⇒《新制》内海町立内海高等学校 ⇒ 愛知県立半田高等学校内海分校 ⇒（1957年：独立）愛知県立内海高等学校

#### 碧海
- 愛知県立農林学校（1901年）⇒ 愛知県安城農林学校（1922年）⇒《新制》愛知県立安城農林高等学校 ⇒（統合）愛知県立安城高等学校 ⇒（1950年：分離独立）愛知県立安城農林高等学校
- 碧南国民学校（1926年）⇒ 愛知県碧南商業学校 ⇒ 愛知県碧南工業学校（1944年）⇒《新制》愛知県立碧南商工高等学校 ⇒（1973年：工業課程が分離）愛知県立碧南高等学校、愛知県立碧南工業高等学校（⇒ 2021年：愛知県立碧南工科高等学校）

#### 幡豆
- 幡豆郡立農蚕学校（1909年）⇒ 愛知県立蚕糸学校 ⇒ 愛知県西尾実業学校 ⇒《新制》愛知県立西尾実業高等学校 ⇒（統合）愛知県立西尾高等学校 ⇒（1950年：独立）愛知県立西尾実業高等学校 ⇒ 愛知県立鶴城丘高等学校（2004年）

#### 額田
- 岡崎町立商業補習学校（1902年）⇒ 岡崎町立商業学校（1910年）⇒ 岡崎市立商業学校 ⇒《新制・統合》岡崎市立高等学校 ⇒ 愛知県立岡崎北高等学校 ⇒（1955年：商業課程が分離）愛知県立岡崎商業高等学校
- 私立愛知工芸学校（1912年）⇒ 私立岡崎工業学校 ⇒ 愛知県岡崎工業学校 ⇒《新制》愛知県立岡崎工業高等学校 ⇒ 愛知県立岡崎工科高等学校（2021年）
- 岩津農商学校（1935年）⇒ 愛知県岩津農学校 ⇒ 愛知県立岩津農業学校 ⇒《新制》愛知県立岩津農業高等学校 ⇒ 愛知県立岩津高等学校（1949年）

#### 加茂
- 西加茂郡立農学校（1906年）⇒ 愛知県猿投農学校 ⇒ 愛知県猿投農林学校 ⇒《新制》愛知県立猿投農林高等学校 ⇒（統合）愛知県立加茂高等学校猿投分校 ⇒（1949年：独立）愛知県立猿投農林高等学校

#### 設楽
- 愛知県田口農林学校（1941年）⇒《新制》愛知県立田口高等学校
- 愛知県立農蚕学校（1920年）⇒《新制》愛知県立新城農蚕高等学校 ⇒（1948年：統合）愛知県立新城高等学校 ⇒（2019年：統合） 愛知県立新城有教館高等学校
- 南設楽郡巴村外8ヶ村組合立作手農林補習学校（1898年）⇒ 愛知県作手農林学校 ⇒《新制》愛知県立新城高等学校 作手分校 ⇒（1978年：独立）愛知県立作手高等学校 ⇒（2011年：統合）愛知県立新城東高等学校 作手校舎 ⇒ 愛知県立新城有教館高等学校作手校舎（2021年）
- 鳳来寺村立鳳来寺女子高等学園（1935年）⇒ 愛知県鳳来寺女子農学校 ⇒《新制》愛知県立鳳来寺高等学校 ⇒（統合）愛知県立新城高等学校鳳来寺分校 ⇒（1949年：独立）愛知県立鳳来寺高等学校 ⇒（2009年：統合）愛知県立新城高等学校 ⇒ 愛知県立新城有教館高等学校（2021年）

#### 宝飯
- 宝飯郡立西部農学校（1913年）⇒ 宝飯郡実業学校 ⇒ 愛知県蒲郡農学校（1924年）⇒《新制》愛知県立蒲郡農業高等学校 ⇒（1948年：統合）愛知県立蒲郡高等学校
- 愛知県水産試験場附設講習所（1940年）⇒ 愛知県三谷水産学校 ⇒《新制》愛知県立三谷水産高等学校
- 豊川市立工業学校（1945年）⇒《新制》豊川市立工業高等学校 ⇒（統合）豊川市立高等学校 ⇒（統合）愛知県立国府高等学校 ⇒（改組）愛知県立豊橋工業高校豊川分校 ⇒（1956年：独立）愛知県立豊川工業高等学校 ⇒ 愛知県立豊川工科高等学校（2021年）

#### 渥美
- 豊橋市立実業補習学校（1913年）⇒ 豊橋市立女子商業専修学校（1926年）⇒ 豊橋市立女子商業学校（1938年）⇒《新制》豊橋市立実業高等学校 ⇒（統合）豊橋市立豊橋商業高等学校 ⇒（1949年：市立豊橋商業高等学校の全日制課程廃止。東三河地区の高等学校（豊橋東・時習館・国府・新城・蒲郡・成章）の全日制商業科に分散）⇒（1951年：豊橋東高校・時習館高校の商業課程を併合独立）愛知県立豊橋商業高等学校
- 豊橋市立商業学校（1913年）⇒（1944年：戦時非常措置）豊橋市立工業高校 ⇒ 豊橋市立商業学校（1946年）⇒《新制》豊橋市立商業高等学校 ⇒（統合）豊橋市立豊橋商業高等学校
  - 私立豊橋商業学校（1906年）⇒（1931年：豊橋市立商業学校に吸収、1933年：廃校）
- 福江町立福江裁縫女学校（1925年）⇒ 愛知県福江高等裁縫女学校 ⇒ 愛知県福江女子実業学校 ⇒《新制》福江町、泉村、伊良湖岬村三ヶ町村組合立愛知県福江高等学校 ⇒ 愛知県立福江高等学校（1950年）
- 豊橋市立工業学校（1944年）⇒《新制》豊橋市立工業高等学校 ⇒（1952年：県立移管）愛知県立豊橋工業高等学校 ⇒ 愛知県立豊橋工科高等学校（2021年）

### 私立
- 中京商業学校 ⇒ 中京商業高等学校 ⇒ 中京高等学校 ⇒ 中京大学附属中京高等学校
- 東邦商業学校 ⇒ 東邦高等学校
- 享栄商業学校 ⇒ 享栄商業高等学校 ⇒ 享栄高等学校
- 名古屋女子商業学校 ⇒ 呉竹中学校 ⇒ 名古屋女子商業高等学校・名古屋女商中学校 ⇒ 市邨学園中学校・高等学校 ⇒ 名古屋経済大学市邨中学校・高等学校
- 名古屋第二女子商業学校 ⇒ 若竹中学校 ⇒ 高蔵女子商業高等学校・高蔵中学校 ⇒ 市邨学園高蔵中学校・高等学校 ⇒ 高蔵中学校・高等学校 ⇒ 名古屋経済大学高蔵高等学校・中学校
- 椙山女子商業学校 ⇒（椙山第一高等女学校・椙山第二高等女学と統合）椙山女学園中学校・高等学校
- 名古屋工科学院 ⇒ 名古屋工科学校 ⇒ 名古屋工業学校 ⇒ 名古屋工業高等学校
- 大同工業学校 ⇒ 大同工業高等学校 ⇒ 大同高等学校 ⇒ 大同大学大同高等学校
- 滝実業学校 ⇒ 滝実業高等学校・滝中学校 ⇒ 滝中学校・高等学校
- 安城裁縫塾 ⇒ 安城裁縫女学校 ⇒ 安城女子職業学校 ⇒ 安城学園女子高等学校 ⇒ 安城学園女子短期大学附属高等学校 ⇒ 安城学園高等学校
- 豊橋裁縫女学校 ⇒ 豊橋高等家政女学校 ⇒ 豊橋藤花高等女学校 ⇒ 藤ノ花女子中学校・高等学校 ⇒ 藤ノ花女子高等学校
- 豊橋裁縫実習女学院 ⇒ 豊橋実践女学校 ⇒ 豊橋高等実践女学校 ⇒ 豊橋桜ケ丘高等女学校 ⇒ 桜丘中学校・高等学校
- 愛知和洋裁縫女学校 ⇒ 愛知高等和洋女学校 ⇒ 愛知高等実修女学校 ⇒ 愛知実修女子高等学校 ⇒ 豊橋女子高等学校 ⇒ 豊橋中央高等学校
- 津島縫製女学校 ⇒ 平山学園津島女子高等学校 ⇒ 清林館高等学校
- 岡崎裁縫女学校 ⇒ 岡崎高等家政女学校 ⇒ 岡崎家政高等学校 ⇒ 岡崎女子高等学校 ⇒ 岡崎学園高等学校 ⇒ 人間環境大学岡崎学園高等学校 ⇒ 岡崎学園高等学校

## その他
- 愛知県熱田夜間中学 ⇒ 愛知県熱田中学校 ⇒ 愛知県熱田第二中学校 ⇒ 愛知県立熱田高等学校 ⇒ 愛知県立瑞陵高等学校定時制
- 愛知県明倫夜間中学 ⇒ 愛知県明倫中学校 ⇒ 愛知県明倫第二中学校 ⇒ 愛知県立明倫高等学校 ⇒ 愛知県立明和高等学校定時制
- 愛知県夜間工業学校 ⇒ 愛知県愛知工業学校 ⇒ 愛知県立愛知工業高等学校定時制 ⇒ 愛知県立城北つばさ高等学校
- 豊橋市立第二商業学校 ⇒ 豊橋市立豊橋商業高等学校定時制課程 ⇒ 豊橋市立高等学校 ⇒ 豊橋市立豊橋高等学校
- 私立東海夜間中学・東海中学校夜間部
- 愛知中学校夜間部 ⇒ 愛知高等学校定時制
- 豊川閣家庭学校 ⇒ 私立豊川学堂 ⇒ 豊川夜間中学 ⇒ 豊川中学校 ⇒ 豊川第二中学校 ⇒ 豊川高等学校定時制